# رالف هالی کیفلر
رالف هالی کیفلر (انگلیسی: Ralph Holley Keefler; ۱۲ سپتامبر ۱۹۰۲ – ۱۷ سپتامبر ۱۹۸۳) فرد نظامی اهل کانادا بود. وی همچنین برندهٔ جوایزی همچون نشان امپراتوری بریتانیا شده‌است.